# Маскилейсон, Анатолий Моисеевич
Анатолий Моисеевич Маскилейсон (11.03.1919 — 2007, Москва) — советский инженер-механик, конструктор, лауреат Государственных премий.
После окончания МВТУ им. Баумана (1942) работал на Уралмашзаводе (до 1947 года).
С 1947 по 1984 год во Всероссийском научно-исследовательском и проектно-конструкторском институте металлургического машиностроения (ВНИПКИММ): старший инженер-конструктор, главный инженер проекта, начальник бюро, начальник конструкторского отдела.
Кандидат технических наук.
Ленинская премия 1963 года — за участие в создании типового высокоскоростного агрегата непрерывной печной сварки труб.
Государственная премия СССР 1976 года — за создание непрерывного агрегата для производства сварных труб со скоростью выхода 1 200 м/мин (превышающей в 2 раза достигнутую на существующих станах).

## Монографии
- Трубоправильные машины. М.: Металлургия, 1971. — 206 с.
- Непрерывные агрегаты печной сварки труб (с Ю. А. Медниковым). М.: Металлургия, 1972. — 222 с.

## Обзоры
- Цех для эмалирования труб и соединительных частей (с Ю. С. Комиссарчуком). М.: Черметинформация, 1966.
- Автоматические летучие пилы для резки труб (с Ю. С. Комиссарчуком). М.: Черметинформация, 1967.
- Машины для правки труб (с Ю. С. Комиссарчуком и В. И. Сапиром). М.: Черметинформация, 1968.